# Bulgarische Eishockeyliga 2011/12
Die Saison 2011/12 wird die 60. Spielzeit der bulgarischen Eishockeyliga, der höchsten bulgarischen Eishockeyspielklasse. Meister wurde zum insgesamt 21. Mal in der Vereinsgeschichte der HK Slawia Sofia.

## Teilnehmer
- HK Lewski Sofia
- HK Slawia Sofia
- HK ZSKA Sofia

## Modus
In der Hauptrunde absolvierte jede der drei Mannschaften insgesamt acht Spiele. Der Erstplatzierte der Hauptrunde wurde Meister. Für einen Sieg erhielt jede Mannschaft drei Punkte, bei einem Unentschieden gab es einen Punkt und bei einer Niederlage null Punkte.

## Hauptrunde
|    | Klub            | Sp | S | U | N | Tore  | Punkte |
| -- | --------------- | -- | - | - | - | ----- | ------ |
| 1. | HK Slawia Sofia | 8  | 8 | 0 | 0 | 57:13 | 24     |
| 2. | HK ZSKA Sofia   | 8  | 4 | 0 | 4 | 33:41 | 12     |
| 3. | HK Lewski Sofia | 8  | 0 | 0 | 8 | 15:51 | 0      |

Sp = Spiele, S = Siege, U = unentschieden, N = Niederlagen, OTS = Overtime-Siege, OTN = Overtime-Niederlage, SOS = Penalty-Siege, SON = Penalty-Niederlage

## Auszeichnungen
Zum besten Torhüter der Saison wurde Konstantin Michailow von Slawia Sofia gewählt. Bester Verteidiger war Bogdan Stefanow und bester Stürmer Juraj Dusicka, die beide ebenfalls für den Meister spielten. Dusicka war auch Topscorer der Liga.